# Fairshare
Fairshare es el nombre de un movimiento escocés para conseguir una  representación proporcional en las elecciones locales y regionales.
Sus miembros consideran que se necesita un nuevo sistema de votaciones para asegurar que los intereses populares estén representados justamente en el gobierno. Como otros modelos de representación proporcional, si se sanciona, el plan Fairshare daría más representación a los partidos pequeños.
El lema del movimiento es "Campaña escocesa para la democracia local".